# FGF8

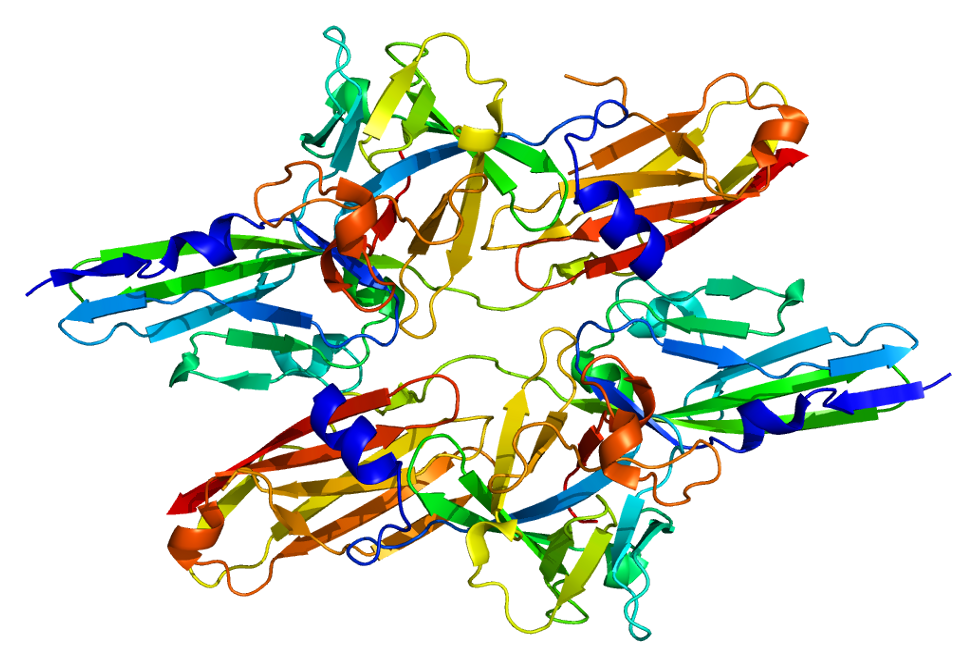
FGF8 (PDB: 2FDB).

線維芽細胞増殖因子８はヒトでは FGF8 遺伝子にコードされているタンパク質である。

## 機能
この遺伝子によりコードされているタンパク質は線維芽細胞増殖因子（FGF)ファミリーの一種である。FGFファミリーのメンバーは様々な有糸分裂および細胞生存機能を有し、胚発生、細胞成長、形態形成、組織修復、腫瘍成長などの様々な生物学的プロセスに関与する
FGF8 は中脳と後脳の境界を形成、維持するのに必要である。FGF8 はOTX2およびGBX2が相互に抑制している領域において発現する。一旦、発現が開始されると FGF8 は他の転写因子を誘導することにより、細胞間の相互調節を促し境界領域を確定する。発生を通し、FGF8 はこの領域の前駆細胞の成長と分化を調節し、最終的に中脳と後脳を形成させる。FGF8 単独で中脳と後脳の再配置を行うことができることが実験的に示されている。